# Gerdberndia atricolor
Gerdberndia atricolor là một loài bọ cánh cứng trong họ Cerambycidae.